# Boczniaczek pomarańczowożółty

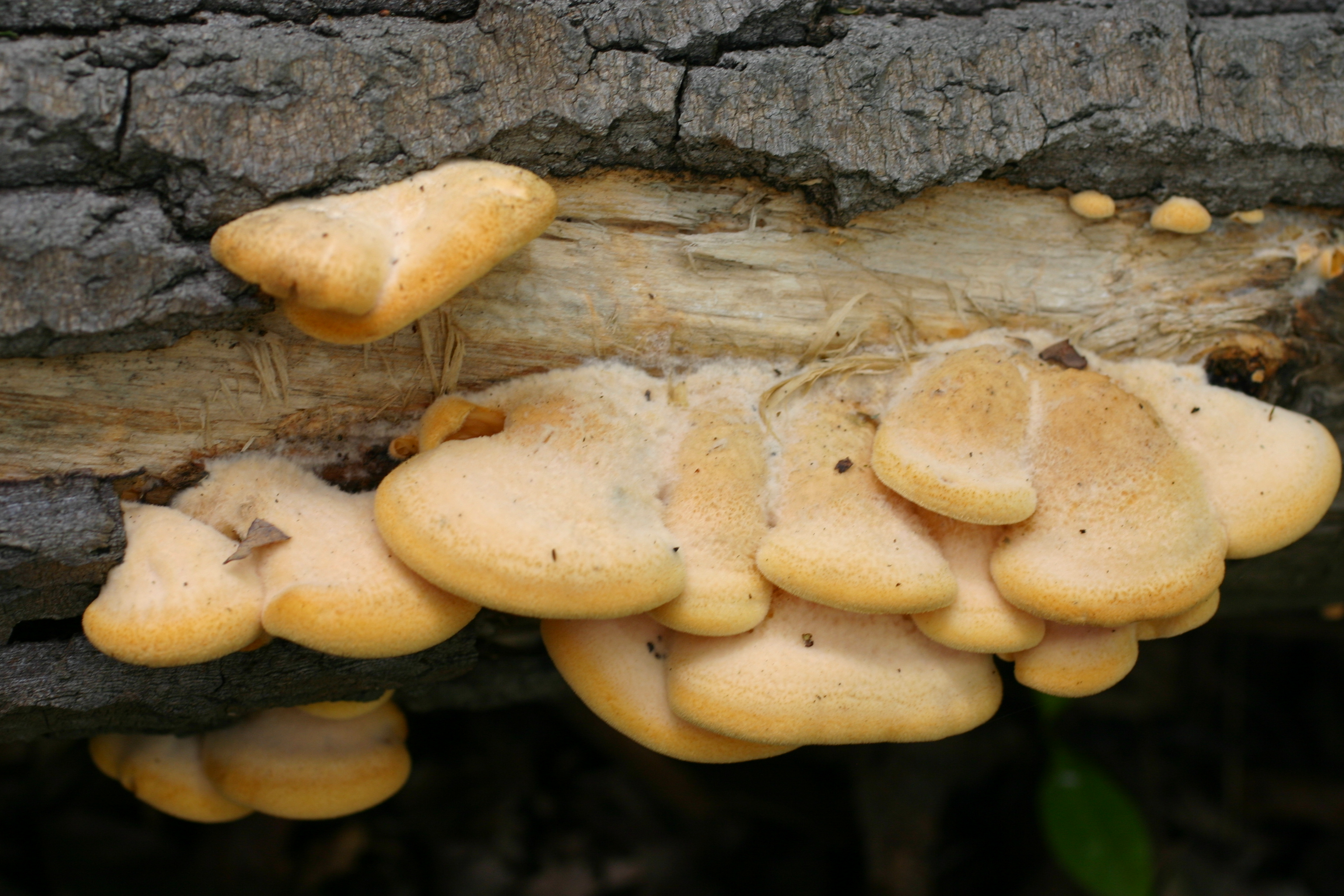
Górna powierzchnia owocników

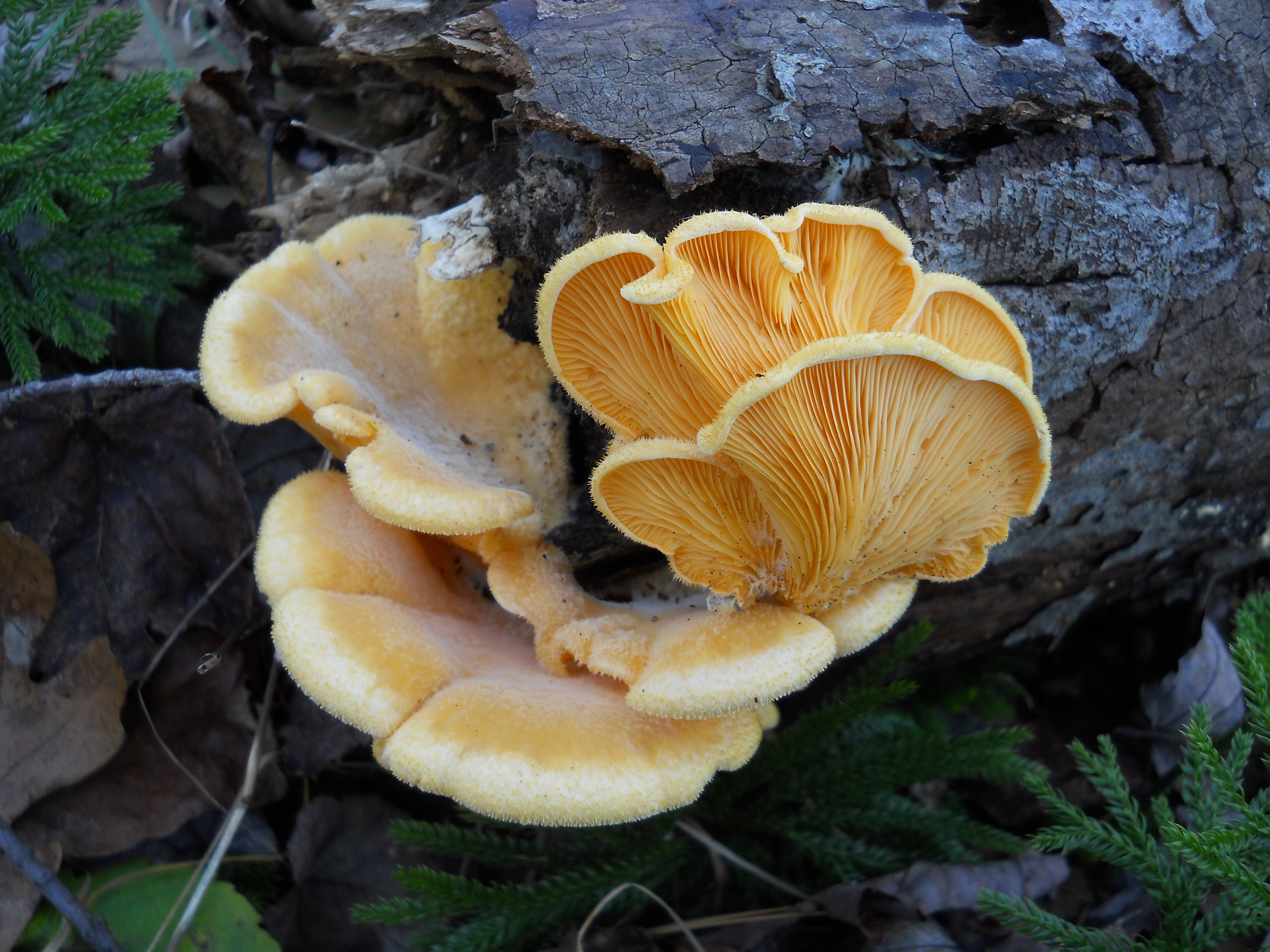

Boczniaczek pomarańczowożółty (Phyllotopsis nidulans (Pers.) Singer) – gatunek grzybów należący do rzędu pieczarkowców (Agaricales).

## Systematyka i nazewnictwo
Pozycja w klasyfikacji: Phyllotopsis, Phyllotopsidaceae, Agaricales, Agaricomycetidae, Agaricomycetes, Agaricomycotina, Basidiomycota, Fungi.
Po raz pierwszy takson ten zdiagnozował w 1798 r. Christian Hendrik Persoon nadając mu nazwę Agaricus nidulans. Obecną, uznaną przez Index Fungorum nazwę nadał mu w 1936 r. Rolf Singer, przenosząc go do rodzaju Phyllotopsis. Synonimy łacińskie:

- Agaricus jonquilla Lév. 1855
- Agaricus nidulans Pers. 1798
- Claudopus nidulans (Pers.) Peck, 1887
- Crepidotus jonquilla (Lév.) Quél. 1888
- Crepidotus nidulans (Pers.) Quél. 1872
- Dendrosarcus nidulans (Pers.) Kuntze 1898
- Panus nidulans (Pers.) Pilát 1930
- Panus stevensonii Berk. & Broome 1879
- Pleurotus nidulans (Pers.) P. Kumm. 1871
- Pocillaria stevensonii (Berk. & Broome) Kuntze 1898

Nazwę polską podał Władysław Wojewoda w 1999 r. W polskim piśmiennictwie mykologicznym gatunek ten opisywany był także jako bedłka gnieźna, boczniak gnieździsty, bedłka gnieździsta.

## Morfologia
Kapelusz
Długość 3–7 cm, szerokość 2–5 cm, kształt nerkowaty, muszlowaty, zazwyczaj przyrośnięty bokiem, czasami rozpostarty. Trzonu brak, czasami tylko w jego miejscu występuje wydłużona część kapelusza pokryta białymi szczecinkami Powierzchnia filcowata lub aksamitna, brzeg podwinięty, pilśniowy. W stanie suchym ma barwę jasnoochrowożółtą, w stanie wilgotnym pomarańczowożółtą.
Blaszki
Promieniste i ekscentryczne, szerokie, zbiegające. Mają barwę od pomarańczowej do rdzawożółtej i gładkie ostrza.
Miąższ
Cienki, sprężysty, żółtej barwy. Zapach łagodny, smak niewyraźny lub nieco grzybowy.
Wysyp zarodników
Od bardzo bladoróżowego do różowobrązowego. Zarodniki eliptyczne, wydłużone, gładkie, nieamyloidalne, o rozmiarach 5–8 × 2–4 μm.

## Występowanie i siedlisko
Jest szeroko rozprzestrzeniony na półkuli północnej. W Polsce gatunek rzadki. Znajduje się na Czerwonej liście roślin i grzybów Polski. Ma status V – gatunek narażony na wyginięcie. Znajduje się na listach gatunków zagrożonych także w Austrii, Belgii, Niemczech i Danii.
Rośnie w lasach liściastych i mieszanych na starych, murszejących drzewach oraz obumarłych pniach i pniakach drzew, zarówno liściastych, jak i iglastych. Notowany był na grabach, bukach, orzechu włoskim, jarzębach, lipach, wiązie pospolitym, jodłach, świerkach i sosnach. Owocniki wytwarza od kwietnia do października.

## Znaczenie
Saprotrof, grzyb niejadalny.

## Gatunki podobne
- ponurnik niekształtny (Tapinella panuoides), nie ma tak intensywnej pomarańczowej barwy,
- łycznik późny (Sarcomyxa serotina) posiada niewielki trzon, ma oliwkowo-zieloną barwę i występuje tylko na drzewach liściastych, ma też większe owocniki[4].